# Vladimír Hiadlovský
Vladimír Hiadlovský (né le 11 juillet 1979 à Banská Bystrica en Tchécoslovaquie aujourd'hui ville de Slovaquie) est un gardien de but professionnel slovaque de hockey sur glace. Il est le frère de Tomáš Hiadlovský.

## Carrière
Il commence sa carrière en junior au sein de l'équipe de VTJ Topolcalny en 1996 puis rejoint les juniors du HC Dukla Trenčín l'année suivante. Il fait ses débuts en professionnels au cours de la saison 1998-99.
Peu utilisé par l'entraîneur de l'équipe, il passe beaucoup de temps en tant que numéro deux. Après une dernière saison 2000-2001 passée à moitié avec Trenčín et à moitié avec l'équipe de sa ville natale, le HC05 Banská Bystrica, il quitte son pays et rejoint la France.
Il signe pour le club des Diables Noirs de Tours qui évolue alors pour la saison 2001-2002 en division 1. Il est alors critiqué par certains pour son côté show-man assurant le spectacle les soirs de victoires mais peu convaincant en règle générale. En 2004, il est rejoint par Ramón Sopko, son compatriote et ils vont se partager le temps de jeu avec une seconde place au classement général. Des soucis financiers viennent gâcher la fête du côté « Tourangeau » et finalement l'équipe est rétrogradée administrativement en seconde division.
Vladimír Hiadlovský préfère alors quitter le club et rejoindre les Ducs de Dijon avec qui il va remporter la Coupe de France 2006 en battant en finale les Diables Rouges de Briançon. Il joue encore une saison avec Dijon avant de revenir pour la saison 2007-2008 avec Tours qui fait son retour dans la Ligue Magnus après deux remontées successives. Pour la saison 2008-2009, Vladimír Hiadlovský rejoint l'équipe de l'Étoile noire de Strasbourg pour pallier le départ de l'ancien portier local Juraj Nemčák.

## Entraîneur gardien
Depuis le 1er août 2017, il a rejoint en tant que coach le Beaulieu Keeper Performance un centre d'entraînement dédié aux gardiens.
Il est consultant pendant la saison pour coacher certaines équipes françaises : les Ducs d’Angers, les Boxers de Bordeaux, l'Étoile noire de Strasbourg et maintenant les Brûleurs de loups de Grenoble et aussi l'Équipe de France junior.

## Statistiques
| Saison    | Équipe                     | Ligue        |    | Saison régulière | Saison régulière | Saison régulière | Saison régulière | Saison régulière | Saison régulière | Saison régulière |     | Séries éliminatoires | Séries éliminatoires | Séries éliminatoires | Séries éliminatoires | Séries éliminatoires | Séries éliminatoires | Séries éliminatoires |
| Saison    | Équipe                     | Ligue        | PJ | Min              | BC               | Moy              | % Arr            | Bl               | Pun              | PJ               | Min | BC                   | Moy                  | % Arr                | Bl                   | Pun                  |                      |                      |
| 1999-2000 | Dukla Trenčín              | Extraliga    | 1  |                  |                  | 6,00             | 80,0             | 0                | 0                | -                | -   | -                    | -                    | -                    | -                    | -                    |                      |                      |
| 1999-2000 | Dukla Senica               | 1.liga       |    |                  |                  | 5,28             | 84,0             |                  |                  | -                | -   | -                    | -                    | -                    | -                    | -                    |                      |                      |
| 2000-2001 | Dukla Trenčín              | Extraliga    | 8  |                  |                  | 3,14             | 86,0             | 0                | 2                | -                | -   | -                    | -                    | -                    | -                    | -                    |                      |                      |
| 2000-2001 | Dukla Senica               | 1. liga      |    |                  |                  | 3,00             | 82,0             | 0                | 0                | -                | -   | -                    | -                    | -                    | -                    | -                    |                      |                      |
| 2000-2001 | HC05 Banská Bystrica       | 1. liga      |    |                  |                  | 2,56             | 82,0             | 0                | 0                | -                | -   | -                    | -                    | -                    | -                    | -                    |                      |                      |
| 2001-2002 | Diables noirs de Tours     | Division 1   |    |                  |                  |                  |                  |                  |                  |                  |     |                      |                      |                      |                      |                      |                      |                      |
| 2002-2003 | Diables noirs de Tours     | Super 16     | 24 |                  |                  |                  |                  | 0                | 24               | -                | -   | -                    | -                    | -                    | -                    | -                    |                      |                      |
| 2003-2004 | Diables noirs de Tours     | Super 16     | 26 |                  |                  |                  |                  | 0                | 14               | 3                |     |                      |                      |                      | 0                    | 2                    |                      |                      |
| 2004-2005 | Diables noirs de Tours     | Ligue Magnus | 28 |                  |                  |                  |                  | 0                | 0                | 11               |     |                      |                      |                      | 0                    | 0                    |                      |                      |
| 2005-2006 | Ducs de Dijon              | Ligue Magnus | 25 |                  |                  |                  |                  | 0                | 51               | 9                |     |                      |                      |                      | 0                    | 4                    |                      |                      |
| 2006-2007 | Ducs de Dijon              | Ligue Magnus | 26 |                  |                  |                  |                  | 0                | 16               | 7                |     |                      | 2,14                 |                      | 0                    | 8                    |                      |                      |
| 2007-2008 | Diables noirs de Tours     | Ligue Magnus | 21 |                  |                  | 3,11             |                  | 0                | 4                | 5                |     |                      | 3,26                 |                      | 0                    | 0                    |                      |                      |
| 2008-2009 | Étoile Noire de Strasbourg | Ligue Magnus | 26 |                  |                  | 3,38             |                  | 0                | 28               | 6                |     |                      | 3,46                 |                      | 0                    | 0                    |                      |                      |
| 2009-2010 | Étoile Noire de Strasbourg | Ligue Magnus | 6  |                  |                  | 3,33             |                  | 0                | 18               | 6                |     |                      | 3,50                 |                      | 0                    | 0                    |                      |                      |
| 2010-2011 | Étoile Noire de Strasbourg | Ligue Magnus | 26 |                  |                  | 3,08             |                  | 0                | 12               | 15               |     |                      | 2,59                 |                      | 0                    | 0                    |                      |                      |
| 2011-2012 | Étoile Noire de Strasbourg | Ligue Magnus | 26 |                  |                  | 2,95             |                  | 0                | 14               | 5                |     |                      | 3,24                 |                      | 0                    | 10                   |                      |                      |
| 2012-2013 | Étoile Noire de Strasbourg | Ligue Magnus | 25 | 1 494            |                  | 3,65             | 86,6             | 1                | 2                | 9                | 545 |                      | 3,08                 | 88,6                 | 1                    | 14                   |                      |                      |
| 2013-2014 | Étoile Noire de Strasbourg | Ligue Magnus | 26 | 1 537            |                  | 3,51             | 88,8             | 1                | 10               | 4                | 255 |                      | 3,05                 | 88,2                 | 0                    | 0                    |                      |                      |
| 2014-2015 | Étoile Noire de Strasbourg | Ligue Magnus | 26 | 1 476            |                  | 3,58             | 89,8             | 3                | 2                | 5                | 248 |                      | 3,70                 | 87,8                 | 0                    | 2                    |                      |                      |
| 2015-2016 | Étoile Noire de Strasbourg | Ligue Magnus | 25 | 1 489            |                  | 3,43             | 88,7             | 1                | 4                | 1                | 40  |                      | 7,50                 | 76,2                 | 0                    | 0                    |                      |                      |
| 2016-2017 | Étoile Noire de Strasbourg | Ligue Magnus | 42 | 2 473            |                  | 2,96             | 89,3             | 2                | 10               | 4                | 209 |                      | 1,72                 | 94,0                 | 1                    | 0                    |                      |                      |